# Ace of the Saddle
Ace of the Saddle (Brasil: Ação Fecunda ) é um filme norte-americano de 1919, do gênero faroeste, dirigido por John Ford e estrelado por Harry Carey. O filme é presumidamente considerado perdido.

## Elenco
- Harry Carey ... Cheyenne Harry Henderson
- Joe Harris ... Xerife
- Duke R. Lee ... Xerife Faulkner
- Viola Barry ... Madeline Faulkner (como Peggy Pearce)
- Jack Walters ... Inky O'Day
- Vester Pegg ... Jogador
- William Courtright ... Lojista (como William Cartwright)
- Zoe Rae ... Criança
- Howard Enstedt ... Criança
- Ed Jones ... Bit Part (não creditado)